# Cadrema atricornis
Cadrema atricornis är en tvåvingeart som först beskrevs av Malloch 1927.  Cadrema atricornis ingår i släktet Cadrema och familjen fritflugor. Inga underarter finns listade i Catalogue of Life.